# Таџикистан на Светском првенству у атлетици на отвореном 2023.
Таџикистан је учествовао на 19. Светском првенству у атлетици на отвореном 2023. одржаном у Будимпешти од 19. до 27. августа шеснаести пут, односно учествовао је под данашњим именом на свим првенствима од 1993. до данас. Репрезентацију Таџекистана представљао је 1 атлетичар који се такмичио у трци на 100 метара., .
На овом првенству такмичар Таџикистана није освојио ниједну медаљу нити је остварио неки резултат.

## Учесници
Мушкарци: 
- Фаворис Музрапов — 100 м

## Резултати

### Мушкарци
| Атлетичар        | Дисциплина | Лични рекорд | Предтакмичење | Предтакмичење | Квалификације | Квалификације | Полуфинала           | Полуфинала           | Финале               | Финале       | Детаљи |
| Атлетичар        | Дисциплина | Лични рекорд | Резултат      | Пласман       | Резултат      | Пласман       | Резултат             | Пласман              | Резултат             | Пласман      | Детаљи |
| ---------------- | ---------- | ------------ | ------------- | ------------- | ------------- | ------------- | -------------------- | -------------------- | -------------------- | ------------ | ------ |
| Фаворис Музрапов | 100 м      | 10,65        | 10,86         | 3. у гр. 4    | 10,99         | 7. у гр. 1    | није се квалификовао | није се квалификовао | није се квалификовао | 52 / 71 (75) |        |